# Armée de l'islam (Gaza)
Pour les articles homonymes, voir Armée de l'islam.
Ne doit pas être confondu avec Jaych al-Islam.
Jaïch al-Islam (arabe : جيش الإسلام), également connu sous le nom de l'armée de l'islam, est un mouvement armé salafiste djihadiste palestinien. Il rassemblerait plusieurs centaines de membres selon ses dirigeants. 

## Histoire
L'Armée de l'islam participe, par exemple, à la capture du soldat israélien Gilad Shalit, et enlève en 2007 le correspondant de la BBC Alan Johnston, par la suite libéré par le Hamas. 
Elle opère dans le Sinaï principalement. 
L'Armée de l'islam est accusée d’être responsable de l'attentat du 1er janvier 2011 à Alexandrie dans une église copte qui fait 23 morts. Le ministre de l'Intérieur égyptien déclaré le 23 janvier avoir les preuves de la responsabilité du groupe.
L'Armée de l'islam est initialement liée à Al-Qaïda. Le 10 septembre 2015, le groupe annonce son allégeance à l'État islamique (« Daech »). Le Hamas, principal mouvement islamiste palestinien, est lui opposé à Daech et réprime les organisations appartenant à la mouvance djihadiste.
Pendant la guerre de Gaza le gouvernement israélien tente de s'allier au clan Doghmush, ainsi qu'à d'autres réseaux criminels ou jihadistes, pour combattre le Hamas. En réponse, le Hamas exécute l’un des chefs du clan en mars 2024.